# Patto di Natale
Il Patto di Natale (in slovacco Vianočná dohoda) è un documento sottoscritto a Bratislava il giorno di Natale del 1943, sulla base del quale fu istituito il Consiglio nazionale slovacco, a quel tempo clandestino. Dopo lo scoppio dell'Insurrezione nazionale slovacca, nell'agosto del 1944, il Consiglio nazionale slovacco uscì dalla clandestinità e divenne il parlamento del territorio ribelle.
Il documento è diviso in due parti. La prima riguarda le attività del Consiglio nazionale slovacco: il Consiglio nazionale slovacco aveva il compito di guidare la resistenza contro la Prima repubblica slovacca, guidata da Jozef Tiso. Quando ci fosse stata l'opportunità, il Consiglio nazionale slovacco avrebbe dovuto rovesciarlo e prendere il potere in Slovacchia. Sarebbe dovuta essere la suprema autorità della Slovacchia, fino a quando non si fosse trovato un capo dello stato. Consiglio nazionale slovacco avrebbe dovuto mantenere i contatti «con il governo ceco-slovacco e con tutta la resistenza straniera, il cui lavoro in campo internazionale e militare riconosce e sostiene».
La seconda parte del documento si riferisce alla nascita della futura Repubblica cecoslovacca sul principio di uguaglianza fra le nazioni slovacca e ceca. Lo stato futuro sarebbe stato in stretto contatto con altre nazioni slave e in particolare con l'Unione Sovietica. La nuova Repubblica avrebbe dovuto essere democratica e, nella sua politica, gli elementi "fascisti, razzisti, totalitari e quelli contrari ai principi democratici" avrebbe dovuto essere rimossi. A questo spirito si sarebbero dovuto informare anche l'economia, le questioni sociali, la cultura, l'istruzione e l'educazione nella futura repubblica. Il documento menziona anche la questione religiosa nella futura Cecoslovacchia: "La libertà di religione dovrebbe essere preservata, ma dovrebbe essere esclusa l'influenza della Chiesa sulla politica e sulla guida dello stato". Il documento termina con una questione costituzionale nei rapporti tra il popolo slovacco e ceco.

## Il contesto politico-militare
Il governo cecoslovacco in esilio a Londra, guidato da Edvard Beneš, intraprendeva attività contro la Prima repubblica slovacca. I sostenitori del governo in esilio iniziarono a preparare una rivolta in Slovacchia. La loro partecipazione alla resistenza, tuttavia, non fu solo ispirata dalla tesi di Beneš sul cecoslovacchismo. Molti sostenitori dell'Insurrezione erano eminenti funzionari della Prima repubblica Slovacca (come Jozef Lettrich e Imrich Karvaš) o esperti ben posizionati (Gustáv Husák, Martin Kvetko). La maggior parte di loro erano preoccupati per la loro posizione nella prossima formazione statale, mentre il Terzo Reich di Hitler incominciava a declinare. Perciò, i rappresentanti del Partito Comunista Cecoslovacco, dei partiti democratici, civici e socialdemocratici erano disposti a collaborare. L'accordo fu firmato da Karol Šmidke, Gustáv Husák e Ladislav Novomeský a nome del Partito comunista, Jozef Lettrich, Ján Ursíny, Matej Josko, Peter Zaťko, Rudolf Fraštacký, Martin Kvetko a nome dei partiti democratici e civici e Ivan Horváth per il Partito socialdemocratico. Più tardi, il socialdemocratico Jozef Šoltés e altri rappresentanti dei gruppi civici divennero membri del Consiglio nazionale slovacco.